# Mount Rennie
Mount Rennie är ett berg i Antarktis. Det ligger i Västantarktis. Argentina, Chile och Storbritannien gör anspråk på området. Toppen på Mount Rennie är 1 555 meter över havet, eller 346 meter över den omgivande terrängen. Bredden vid basen är 1,7 km.
Terrängen runt Mount Rennie är kuperad åt sydväst, men åt nordost är den bergig. Trakten är obefolkad. Det finns inga samhällen i närheten.